# Morten Olsen (Handballspieler)
Morten Toft Olsen (* 11. Oktober 1984 in Osted, Osted Sogn) ist ein ehemaliger dänischer Handballspieler. Seine Position war Rückraum Mitte.

## Karriere

### Verein
Olsen spielte zwischen 2003 und 2005 beim dänischen Erstligisten GOG Gudme, mit dem er 2004 Meister sowie 2005 Pokalsieger wurde. Anschließend schloss er sich HF Mors an, für den auch sein Zwillingsbruder Kenneth aktiv war. Im Januar 2006 wechselte der Rückraumspieler zu Viborg HK. Im Sommer 2007 unterzeichnete Olsen einen Vertrag beim dänischen Klub Bjerringbro-Silkeborg. Im Sommer 2010 schloss er sich dem deutschen Bundesligisten TSV Hannover-Burgdorf an. Ab dem Sommer 2013 lief er für den französischen Erstligisten Saint-Raphaël Var Handball auf. Im April 2015 verließ er vorzeitig Saint-Raphaël Var Handball. Im Mai 2015 wurde er für einen Monat vom katarischen Verein al-Rayyan SC unter Vertrag genommen. Nach der Saison 2014/15 kehrte er nach Hannover zurück. Ab der Saison 2020/21 stand Olsen bei GOG Håndbold unter Vertrag. Im September 2020 gewann er zum zweiten Mal den dänischen Pokal. Mit GOG wurde er 2022 dänischer Meister. 2023 wurde er erneut Pokalsieger und Meister.
Nach der Saison 2022/23 hatte Olsen die Absicht seine Karriere zu beenden und das Co-Traineramt von TMS Ringsted zu übernehmen. Im April 2023 entschied er sich jedoch seine Karriere als Spieler bei GOG fortzusetzen. Ende November 2023 gab der Verein die sofortige Vertragsauflösung mit Olsen bekannt. Wenige Tage später unterschrieb er bei Bjerringbro-Silkeborg bis Sommer 2025. Anschließend beendete er seine Karriere und übernahm beim dänischen Verein TMS Ringsted den Posten des Sportdirektors.

### Nationalmannschaft
Olsen gewann im Jahr 2005 mit Dänemark die U-21-Weltmeisterschaft.
Bei den Olympischen Spielen 2016 in Rio de Janeiro gewann er mit der dänischen Nationalmannschaft die Goldmedaille. Bei den Weltmeisterschaften 2019 und 2021 gewann er den WM-Titel. Mit Dänemark gewann er bei den Olympischen Spielen in Tokio die Silbermedaille. Nach den Olympischen Spielen verkündete er seinen Rücktritt aus der Nationalmannschaft.